# Putinești
Putinești – miejscowość i gmina w Mołdawii, w rejonie Florești. W 2014 roku liczyła 1614 mieszkańców.